# Edson B. Olds

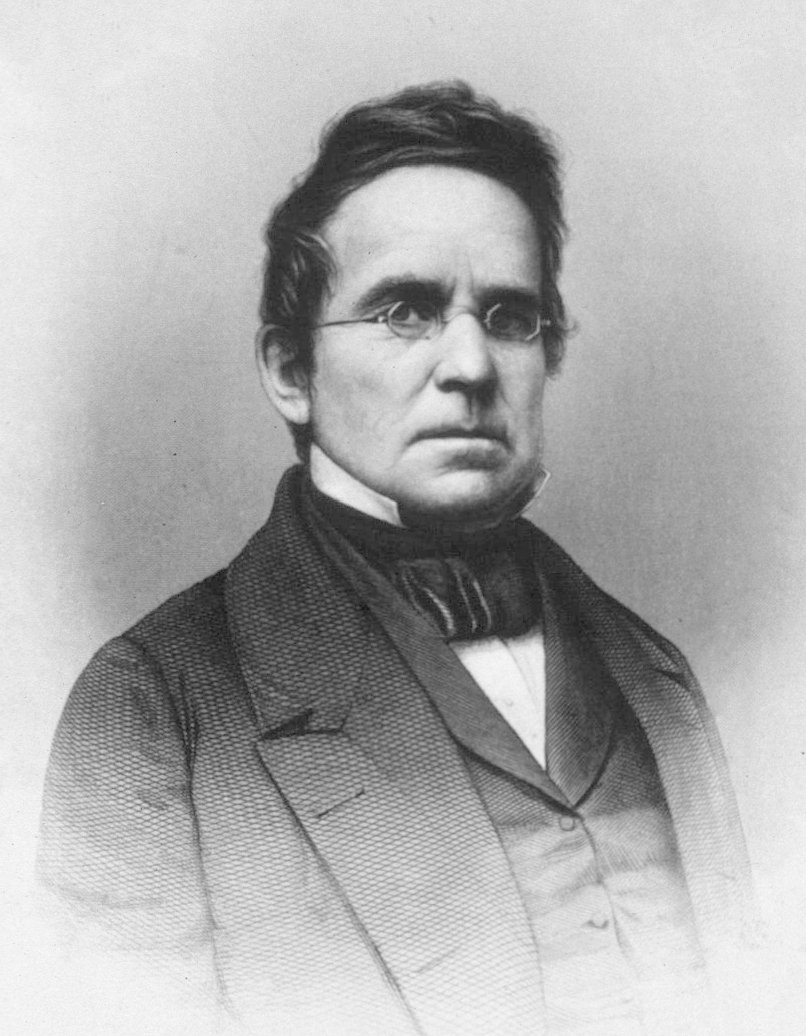
Edson B. Olds

Edson Baldwin Olds (* 3. Juni 1802 in Marlboro, Vermont; † 24. Januar 1869 in Lancaster, Ohio) war ein US-amerikanischer Politiker. Zwischen 1849 und 1855 vertrat er den Bundesstaat Ohio im US-Repräsentantenhaus.

## Werdegang
Edson Olds besuchte vorbereitende Schulen. Um das Jahr 1820 zog er nach Ohio, wo er für einige Zeit als Lehrer beschäftigt war. Nach einem anschließenden Medizinstudium an der University of Pennsylvania und seiner 1824 erfolgten Zulassung als Arzt begann er in Kingston in diesem Beruf zu arbeiten. Im Jahr 1828 verlegte er seinen Wohnsitz nach Circleville, wo er bis 1837 weiterhin als Arzt praktizierte. Danach wurde er unter anderem im Handel tätig. Gleichzeitig schlug er als Mitglied der Demokratischen Partei eine politische Laufbahn ein. In den Jahren 1842, 1843, 1845 und 1846 war er Abgeordneter im Repräsentantenhaus von Ohio; von 1846 bis 1848 gehörte er dem Staatssenat an, dessen Präsident er in den Jahren 1846 und 1847 war.
Bei den Kongresswahlen des Jahres 1848 wurde Olds im neunten Wahlbezirk von Ohio in das US-Repräsentantenhaus in Washington, D.C. gewählt, wo er am 4. März 1849 die Nachfolge von Thomas O. Edwards antrat. Nach zwei Wiederwahlen konnte er bis zum 3. März 1855 drei Legislaturperioden im Kongress absolvieren. Seit 1853 vertrat er dort als Nachfolger von John Welch den zwölften Distrikt seines Staates. Von 1851 bis 1855 war er Vorsitzender des Postausschusses. Seine Zeit im Kongress war von den Diskussionen um die Frage der Sklaverei geprägt. Im Jahr 1850 wurde der von US-Senator Henry Clay eingebrachte Kompromiss von 1850 verabschiedet.
Im Jahr 1854 wurde Olds nicht wiedergewählt. Seit 1857 lebte er in Lancaster. Während des Bürgerkriegs war Olds ein entschiedener Gegner des radikalen Flügels der Republikanischen Partei. Diese reagierten auf Olds’ Kritik mit seiner Verhaftung wegen mangelnder Loyalität. Als er sich weigerte, den Treueeid auf die Union zu schwören, wurde er im Jahr 1862 für einige Zeit in Fort Lafayette interniert. Während dieser Zeit wurde er in Abwesenheit erneut in das Repräsentantenhaus von Ohio gewählt. Nach seiner Freilassung konnte er dieses Mandat zwischen 1862 und 1866 ausüben. Außerdem arbeitete er wieder im Handel. Edson Olds starb am 24. Januar 1869 in Lancaster und wurde in Circleville beigesetzt.